# Guichi
Guichi, tidigare romaniserat Kweichih, är ett stadsdistrikt och säte för stadsfullmäktige i staden Chizhou i provinsen Anhui i östra Kina.
Distriktet är indelat i elva stadsdelsdistrikt, nio köpingar och tre administrativa enheter på sockennivå.
Stadsdelsdistrikt (jiedao):

- Chiyang (池阳街道)
- Dunshang (墩上街道)
- Jiangkou (江口街道)
- Lishan (里山街道)
- Maya (马衙街道)
- Meilong (梅龙街道)
- Qingfeng (清风街道)
- Qingxi (清溪街道)
- Qiujiang (秋江街道)
- Qiupu (秋浦街道)
- Xinghuacun (杏花村街道)

Köpingar (zhen):

- Juanqiao (涓桥镇)
- Meicun (梅村镇)
- Meijie (梅街镇)
- Niutoushan (牛头山镇)
- Pailou (牌楼镇)
- Tangtian (唐田镇)
- Tangxi (棠溪镇)
- Wusha (乌沙镇)
- Yinhui (殷汇镇)

Områden på sockennivå:
- Anhui Guichi Gongyeyuan (industripark) (安徽贵池工业园)
- Chizhou Shi Huoche Zhan Zhanqian Qu (järnvägsstationsområde) (池州市火车站站前区)
- Chizhoushi Jingji Jishu Kaifaqu (ekonomisk och teknisk utvecklingszon) (池州经济技术开发区)